# Miss Peregrine's Home for Peculiar Children
Miss Peregrine's Home for Peculiar Children (Brasil: O Lar da Srta. Peregrine Para Crianças Peculiares ) é um romance do autor norte-americano Ransom Riggs. O livro narra o conto de um menino que, depois de uma tragédia familiar terrível, segue pistas que o levam a um orfanato abandonado em uma ilha galesa. A história é contada através de uma combinação de narrativa e fotografias vernaculares dos arquivos pessoais de colecionadores listados pelo autor.
O livro foi inicialmente concebido para ser um livro de imagens com fotografias que Riggs havia coletado, mas a conselho de um editor da Quirk Books, ele usou as fotografias como um guia para montar uma narrativa. Riggs era um colecionador de fotografias, mas precisava de mais para o seu romance. Ele conheceu Leonard Lightfoot, um colecionador conhecido no Rose Bowl Flea Market e foi apresentado a outros colecionadores. O resultado foi uma história sobre um menino que segue pistas de fotografias antigas de seu avô, que o conduz a uma aventura que o leva a um grande orfanato abandonado em uma ilha galesa.
Os críticos em geral elogiaram o livro pelo uso criativo de fotografias vintage, assim como boa caracterização e cenário.

## Enredo
Jacob Portman, um menino de 16 anos, vai ao País de Gales para descobrir a verdade sobre o passado de seu avô depois dele ser assassinado, pelo que Jacob acredita ser uma criatura de faz de conta. Lá ele encontra o lar onde seu avô morou quando criança, porém o mesmo está em desordem e ruínas. É aí que ele conhece Emma, uma garota bonita que pode manipular o fogo.
Ela mostra para Jacob uma fenda do tempo, que eles atravessam e chegam ao ano de 1940, onde o lar está em perfeitas condições, bem diferente das ruínas que Jacob vira anteriormente. Lá ele conhece a senhorita Peregrine, diretora do Lar, e outras crianças com poderes, chamadas de peculiares, como Millard, que é invisível, e Bronwyn, que tem uma força incrível. De volta aos tempos atuais, no pub onde está hospedado, após ser advertido sobre algumas mortes misteriosas, Jacob retorna à fenda do tempo e informa as crianças peculiares. Jacob descobre que os responsáveis por essas mortes são inimigos dos peculiares, denominados Etéreos e Acólitos e que foram eles que mataram seu avô.
Jacob descobre que também é peculiar e que ele é a única esperança que eles têm como proteção.
Jacob e algumas das crianças peculiares encontram um etéreo, o qual Jacob mata. Ao retornar para a casa da Srta. Peregrine, eles descobrem que ela foi raptada. As crianças resgatam-na, mas ela está em forma de pássaro e não pode mudar de volta à forma humana. Finalmente as crianças peculiares saem à procura de outra fenda do tempo onde eles possam ficar, porque a atual foi destruída.

## Continuação
A sequência, intitulada Hollow City (Brasil: Cidade dos Etéreos ) foi lançada em 14 de janeiro de 2014. A história continua exatamente onde a primeira parou.
O terceiro livro da série, Library of Souls (Brasil: Biblioteca de Almas ) foi lançado dia 19 de agosto de 2016 pela Editora intrínseca no Brasil, sendo também continuação direta do livro anterior.
O quarto livro da série, A Map of Days foi lançado no dia 02 de outubro de 2018 pela Dutton Children's Books. O título chegou às livrarias brasileiras pela Intrínseca no dia 15 de Outubro de 2018.

## Críticas
"Mesmo sem as fotos, esta seria uma história emocionante, mas as imagens dão um irresistível toque de mistério. A narração em primeira pessoa é autêntica, engraçada e comovente. Estou ansioso para o próximo volume da série!" — Rick Riordan
"Um romance tenso, comovente e maravilhosamente estranho. As fotos e o texto funcionam brilhantemente juntos para criar uma história inesquecível." — John Green
"Vocês têm certeza de que não fui eu quem escreveu esse livro? Parece algo que eu teria feito..." — Tim Burton

## Adaptação cinematográfica
Os direitos do filme foram vendidos para a 20th Century Fox, e Jane Goldman foi contratada para adaptar a história como um roteiro. Tim Burton é o diretor, Asa Butterfield interpreta Jacob Portman e Eva Green interpreta a Srta. Peregrine. O filme foi lançado dia 30 de setembro de 2016 no Brasil